# Міхал Юзеф Жевуський
Михайло Йозеф Жевуський  (пол. Michał Józef Rzewuski; ? — 11 січня 1770) — польський і український шляхтич, військовик, урядник Речі Посполитої, меценат.

## Біографія
Після смерті батька його опікуном був стрийко — гетьман польний коронний Станіслав Матеуш Жевуський.
1719 року служив у гусарських військах. 1725 року Станіслав Матеуш Жевуський довірив йому посаду полковника своєї гусарської корогви. 1726 року був обраний депутатом на Коронний трибунал від Львівської землі.
21 травня 1729 року був призначений крайчим коронним. 1729 р. був послом на Сейм від Чернігівського воєводства. У серпні 1730 року брав участь у колі військовому у Львові. Підтримував партію саського претендента Августа III Фридерика, голосував за його кандидатуру. Брав участь в урочистостях з нагоди коронування Августа III. 7 листопада 1734 року отримав Орден Білого Орла.
20 квітня 1735 року був призначений полковником королівської гусарської корогви. 17 липня 1736 року був призначений писарем польним коронним. 20 жовтня 1752 під час гродненського сейму призначений підляським воєводою. Як воєвода мав панцерну корогву до 1762 р. Для надвірного війська використовував також липків. 2 жовтня 1762 року призначений подільським воєводою.
Вацлав Сєраковський — новопризначений Львівський латинський архієпископ — у Роздолі 4 вересня 1760 року отримав у його маєтку паллій.
Після смерті короля Августа III, на елекційному сеймі відав свій голос за Станіслава Понятовського. Поміж усієї родини вирізнявся прихильним ставленням до родини Чорторийських.
У травні 1767 р. приймав у Львові російського генерала Крєчєтнікова.

## Маєтності
М. Жевуський був після батька дідичем Роздолу, де зазвичай проживав.
У Подільському воєводстві йому належав також Михалполь (тепер село Михайлівка Ярмолинецького району), в якому 1740 року вибудував двір), Колодно на Волині (після Цетнерів), Новий Кантемирів, Мервичі, Берездівці. Ходорів. Був вишенським, черніївським та ольховецьким, дроговизьким (з 28 жовтня 1735; був війтом у Миколаєві, який належав до цього староства), перемиським (з 25 березня 1750, мав недовго), жидачівським (з 1760-х, мав намір відбудувати замок, 1768 переказав одному з синів) старостою. 25 червня 1735 року разом з дружиною отримали «доживоттям» Кам'янецьке староство після Цетнерів; 1752 року переказав його сину Яну. Мав королівщини у Равському воєводстві. Був власником двох дворів та двох корчм у Львові.
Резиденцію мав у Роздолі. Тут близько 1740 р. було вибудувано мурований палац, який він назвав «Франкополем» на честь своєї другої дружини. Для його оздоблення запросив сницаря Яна «Ґетнера», архітектора Бернарда Меретина, маляра Шимона Яремкевича, який у 1752—1760 роках намалював портрети Міхала та Вацлава Жевуських. Пізніше портрети М. Ю. Жевуського та його дружини виконав Марчелло Баччареллі.
1730 року в Роздолі його коштом було збудовано дім для убогих, 1743 року в Роздолі — дерев'яний костел, в Михалполі — дерев'яну каплицю.
Друга дружина М. Жевуського — Франциска Цетнер  — уфундувала: новий костел у Берездівцях, в Роздолі — кляштор Сестер Милосердя разом зі шпиталем.

## Сім'я
Перша дружина — Урсшуля зі Стаміровських, про дітей відомостей немає. Друга дружина — Францішка Цетнер, відомі діти:
- Анна (Гумецька)
- Петронеля Антоніна (Малаховська)
- Адам — канонік краківський і львівський, канцлер львівський
- Франциск — коронний польний писар, надвірний маршалок;[2] 17 вересня 1759 р. хресний батько під час охрещення Якова Франка в Латинській катедрі Львова, хресна мати Анна Брюль, обряд провів Самуель Ґловінський.[5]
- Ян
- Казимир — жидачівський староста
- Катажина